# Алвел, Николас
Николас Алвель (англ. Nicholas Alvel) — английский пират, промышлявший в Ионическом море с 1603 года.
Известно, что Николас Алвель и Кристофер Олоард ограбили два венецианских корабля и отвели их в Модон (Греция). Венецианцы выдвинули репрессалию. В результате скандала Олоарда повесили, а Алвелю, по-видимому, удалось избежать наказания.